# Aerodrome A
L'Aerodrome A (citato anche come Great Aerodrome o, in italiano, Grande Aerodromo) era un aeroplano sperimentale che il pioniere dell'aviazione statunitense Samuel Pierpont Langley collaudò senza successo nel 1903.
Nato dalla ricostruzione, su scala maggiore, di due precedenti modelli senza pilota che avevano volato nel 1896, il grande velivolo era dotato di un motore a benzina molto efficiente, ma era mal concepito dal punto di vista aerodinamico e poco robusto. Il suo fallimento, che precedette di poco i primi voli dei fratelli Wright, segnò la fine della carriera aeronautica del progettista.

## Storia del progetto

### Antefatto: le prime sperimentazioni di Langley
Samuel Pierpont Langley era uno stimato professore e scienziato statunitense, terzo segretario della prestigiosa Smithsonian Institution a partire dal 1887. Accanto alle sue ricerche astronomiche, per le quali in particolare era conosciuto, egli negli anni ottanta del XIX secolo cominciò a interessarsi anche del problema del volo con mezzi più pesanti dell'aria.
Nel 1891 pubblicò un libro, Experiments in Aerodynamics, nel quale descriveva gli studi di aerodinamica che aveva condotto negli anni precedenti grazie, in primo luogo, a modelli volanti di piccola scala propulsi da eliche mosse a loro volta da una banda elastica attorcigliata; e grazie, in secondo luogo, a un braccio rotante di 18,3 m di diametro da lui realizzato presso l'Allegheny Observatory della Western University of Pennsylvania, all'estremità del quale aveva collocato superfici aerodinamiche di varia natura per analizzarne il comportamento.

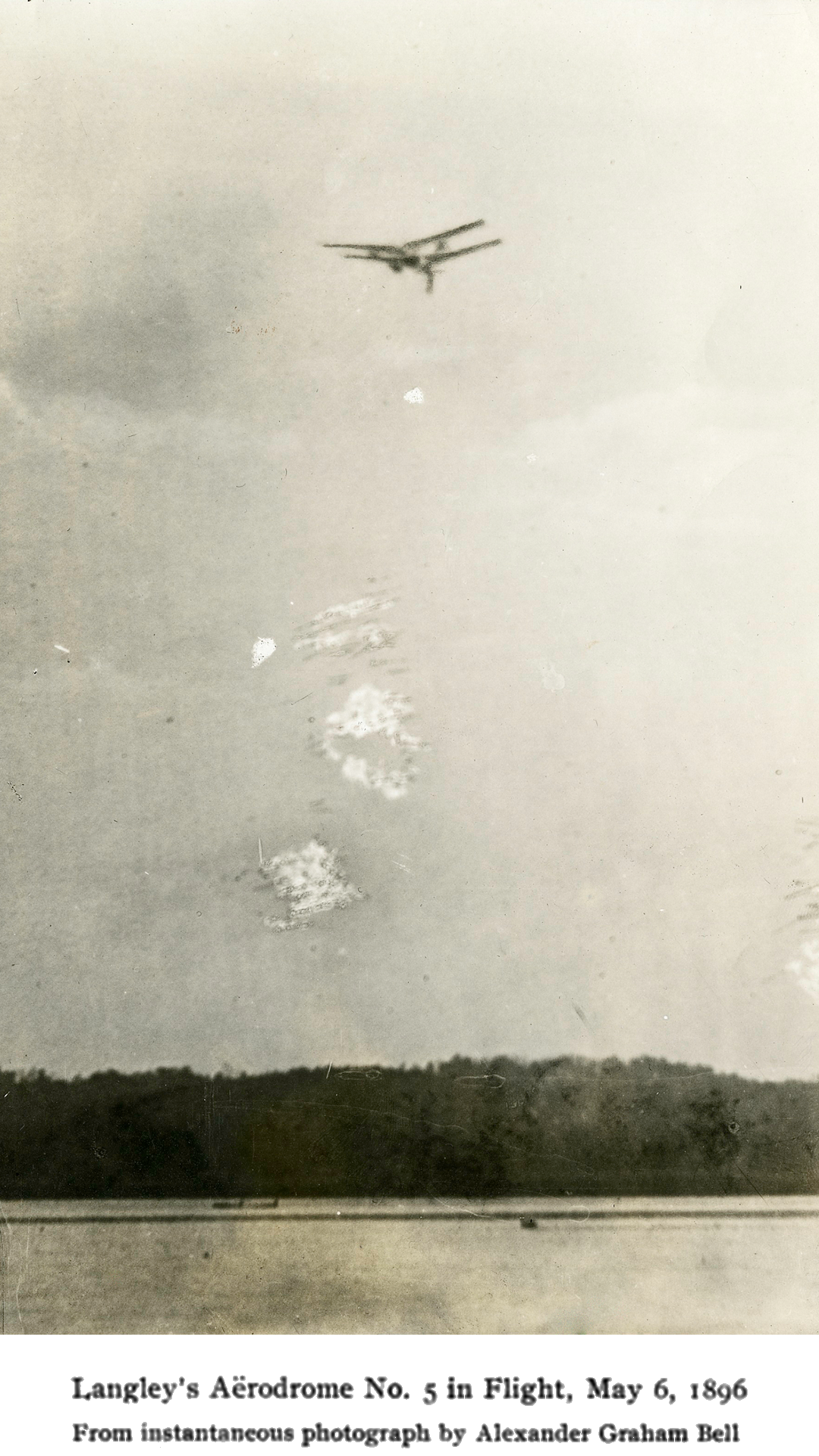
Una fotografia del volo dell'Aerodrome 5 del 6 maggio 1896 scattata da Alexander Graham Bell.

Le sperimentazioni di Langley proseguirono negli anni novanta con una nuova fase in cui realizzò modelli di dimensioni maggiori (con apertura alare di circa 4 m) che si caratterizzavano per la configurazioni a due ali in tandem e per la dotazione di un motore a vapore azionato dalla combustione di benzina; Langley cominciò a chiamare questi aeromobili "Aerodromes", dal greco per "corridori dell'aria". Un altro braccio rotante, di 9 m di diametro, fu realizzato presso la Smithsonian Institution per sperimentare superfici aerodinamiche curve ed eliche.
Il 6 maggio 1896 l'Aerodrome 5, che seguiva altri modelli i cui collaudi non avevano avuto successo per problemi strutturali o legati alla propulsione, compì un volo che rappresentò un notevole successo: lanciato da un'apposita catapulta dal tetto di una casa galleggiante nelle vicinanze di Quantico, Virginia, planò per 1005 m (e poi di nuovo per 700 m) sul fiume Potomac. Pochi mesi dopo, il 28 novembre, un modello analogo (l'Aerodrome 6) volò per 1460 m. La velocità di questi aeromobili era di circa 40-50 km/h.

### Il Great Aerodrome
Langley, che nutriva l'ambizione di costruire il primo aeroplano capace di portare in volo un uomo, ritenne che il successo dei suoi modelli fosse una solida base da cui partire. Aveva però bisogno, a questo scopo, di un consistente finanziamento; un aiuto importante in questo senso gli venne da Charles D. Walcott, un suo amico che lavorava presso l'U.S. Geological Survey, il quale propose di portare la situazione di Langley all'attenzione del presidente degli Stati Uniti d'America William McKinley. Langley era conscio del fatto che il governo federale statunitense avrebbe potuto mostrare un certo interesse per una macchina volante, poiché ne immaginava già le possibili applicazioni in campo bellico – egli scrisse nel 1898: «Un aerodromo capace di 30 miglia orarie e di un'autonomia di tre ore, che trasporti un "aeronauta" e magari dei missili, può essere tentato». In effetti, vista anche la concomitanza di questi sviluppi con lo scoppio della guerra ispano-americana, la commissione istituita per valutare il lavoro svolto da Langley fino a quel momento (di cui faceva parte anche l'allora assistente segretario alla marina, Theodore Roosevelt) approvò rapidamente la concessione allo stesso di 50 000 $.
Langley aveva a questo punto bisogno di un motore, per costruire il quale gli fu raccomandato un giovane e promettente studente di ingegneria meccanica della Cornell University, Charles Matthews Manly. Questi curò dapprima la realizzazione di un motore radiale a cinque cilindri rotanti progettato appositamente per il Great Aerodrome di Langley da Stephen Marius Balzer, un immigrato ungherese negli USA che si era già distinto per aver realizzato nel 1894 la prima automobile che circolò a New York.

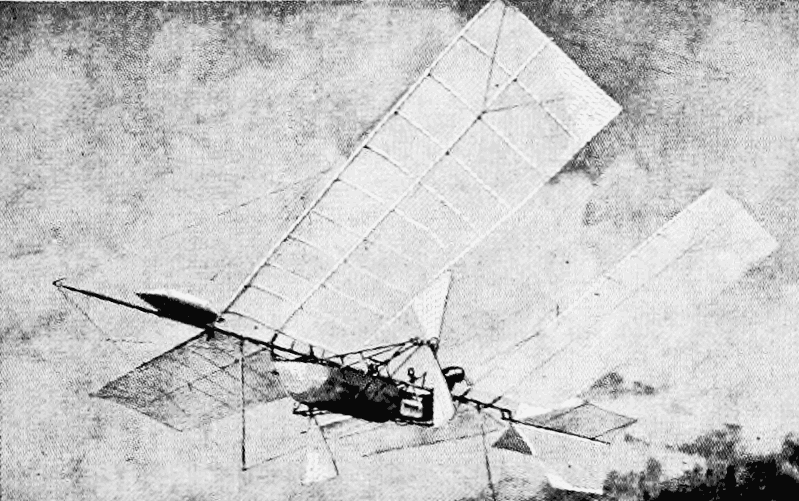
Interpretazione artistica del probabile aspetto del Great Aerodrome in volo.

Il motore di Balzer, con cui Manly collaborò per la messa a punto, diede da subito considerevoli problemi e tenne occupata la squadra dei tecnici per molti mesi senza che si ottenessero progressi significativi. Infine, seguendo il consiglio di alcuni ingegneri europei che Langley e Manly avevano consultato nel 1900, nel corso di un viaggio nel Vecchio Continente, il motore rotativo venne trasformato in un radiale a cilindri fissi: sacrificando il raffreddamento ad aria che consentiva alla formula rotativa di far risparmiare il peso di un radiatore Manly ottenne prestazioni molto più stabili e un rapporto peso-potenza molto più vantaggioso, anche tenendo conto dell'aggiunta di un impianto di raffreddamento ad acqua. I circa 8 hp che sviluppava inizialmente il motore di Blazer divennero dapprima il doppio e quindi, quando Manly lo modificò con l'introduzione di cilindri più grandi e pistoni più leggeri, la potenza raggiunse addirittura i 52 hp.

## Tecnica
Il Great Aerodrome era un biplano in tandem, un velivolo cioè con due ali collocate una dietro l'altra in prossimità delle due estremità della fusoliera, la quale era costituita da una semplice trave longitudinale controventata. Nato dalla semplice ricostruzione su scala maggiore dei precedenti modelli volanti privi di equipaggio di Langley, il great Aerodrome era, proprio perciò, strutturalmente fragile e, inoltre, adottava una soluzione aerodinamica – quella della configurazione alare in tandem – poco efficiente.
La struttura era integralmente lignea e il rivestimento era in tela grezza, non verniciata. L'impennaggio cruciforme, collocato in coda, poteva ruotare intorno a un asse trasversale rispetto al velivolo stabilizzando quest'ultimo in beccheggio; il movimento intorno a un asse verticale di una superficie, collocata non lontano dal baricentro dell'aeroplano, che agiva da timone doveva regolare l'imbardata; queste azioni erano tuttavia insufficienti a garantire un effettivo controllo in volo, e inoltre non vi era alcun sistema per agire sull'asse di rollio.

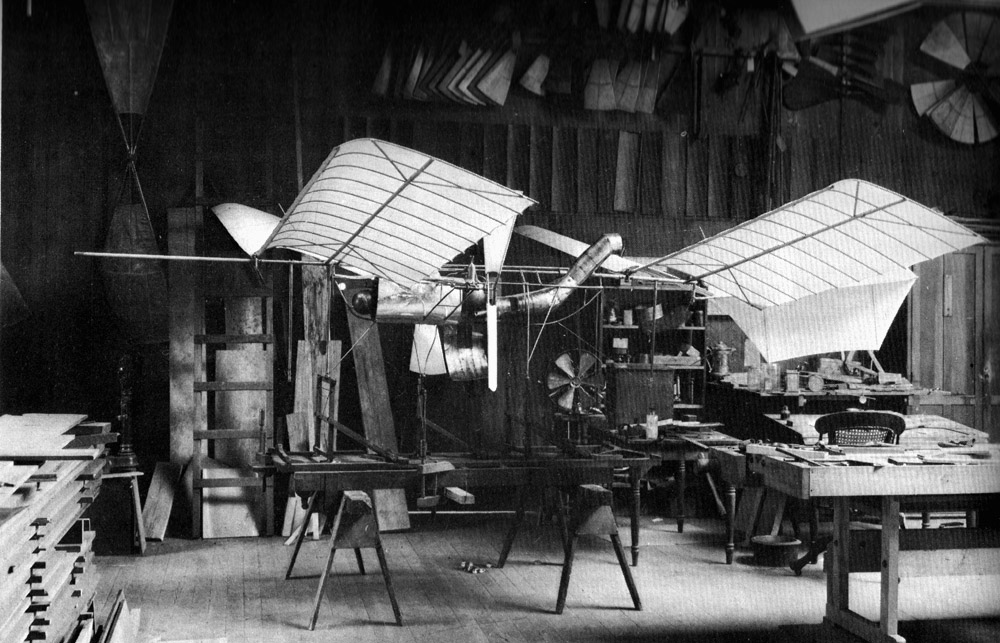
Il modello in scala 1:4 del Great Aerodrome che, sperimentato con successo da Langley nell'estate 1903, lo convinse dell'opportunità di tentare un volo con equipaggio.

Il motore era il cinque cilindri di Balzer-Manly; esso, per mezzo di una doppia trasmissione, metteva in moto due eliche collocate tra l'ala anteriore e quella posteriore.

## Impiego sperimentale

### I tentativi del 1903
Le ottime prestazioni del motore realizzato per il Great Aerodrome convinsero Langley e Manly dell'imminente successo, e Manly stesso si offrì di pilotare l'aereo nel primo tentativo di farlo alzare in volo. I difetti del sistema di controllo, di cui i due erano consci, erano considerati trascurabili fintantoché ci si fosse accontentati di volare in linea retta.
Il 7 ottobre 1903, in seguito ai successi riportati nel corso dell'estate da un modello in scala 1:4 del Great Aerodrome, avvenne il primo tentativo di volo dell'aereo in scala naturale. Esso, con Manly a bordo, venne lanciato dal tetto di una casa galleggiante ancorata sul fiume Potomac nelle vicinanze di Widewater, Virginia, grazie a un'apposita catapulta. Appena ebbe lasciato la piattaforma esso cominciò a inclinarsi verso il basso, perdendo rapidamente quota e precipitando in acqua a pochi metri di distanza. Manly riuscì ad allontanarsi dall'aereo, la cui struttura era stata gravemente danneggiata dall'impatto, senza riportare ferite.

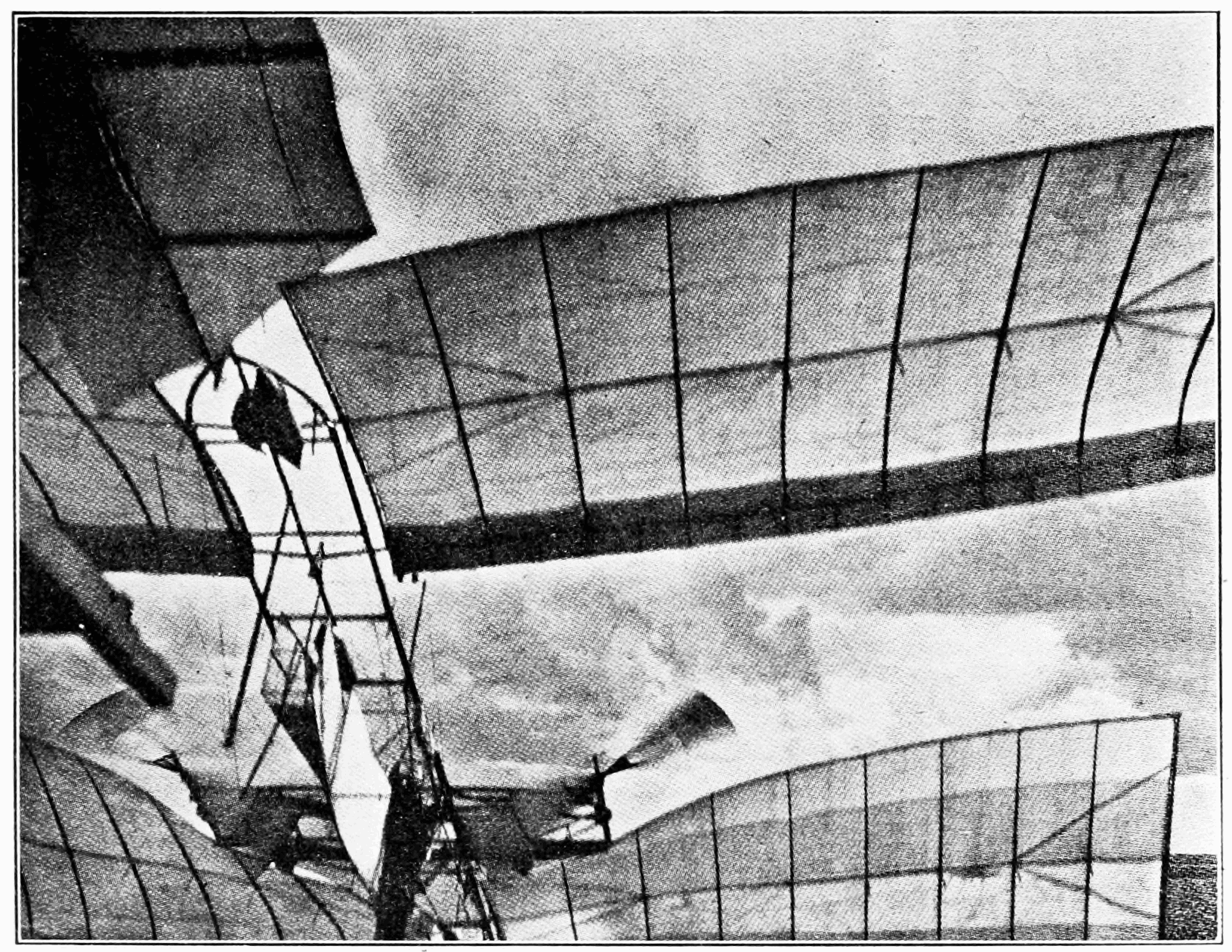
Il primo fallimento del Great Aerodrome in una fotografia scattata dalla piattaforma galleggiante da cui il velivolo veniva lanciato.

Langley attribuì la responsabilità del fallimento al sistema di lancio e, nonostante la reazione sarcastica della stampa a questo primo insuccesso, decise di riparare l'aeroplano per effettuare un nuovo tentativo.
Il secondo tentativo di far volare il Great Aerodrome avvenne l'8 dicembre 1903 a Washington. Questa volta Manly, avendo fatto esperienza della tendenza del velivolo a picchiare verso il basso, tirò i comandi per far alzare il muso del Great Aerodrome appena questo avesse lasciato la sua piattaforma di lancio; il risultato fu che l'aeroplano si impennò improvvisamente, andando in stallo e causando un cedimento strutturale delle ali che, accartocciate, precipitarono insieme all'aeromobile e al pilota nelle fredde acque del fiume Potomac. Manly, pur avendo sfiorato l'assideramento, era illeso; il progetto di Langley invece, una volta di più ridicolizzato dai media dell'epoca, era ormai giunto alla fine dei suoi giorni.
Pochi giorni più tardi, il 17 dicembre dello stesso 1903, i fratelli Wilbur e Orville Wright compirono con il loro Flyer quello che poi sarebbe stato quasi unanimemente considerato il primo volo umano portato a compimento con una macchina più pesante dell'aria. Langley, i cui esperimenti di fatto erano stati assai meno accurati (da un punto di vista scientifico) di quelli dei Wright, uscì sconfitto dalla «corsa al primato» e morì nel 1906.
A posteriori, la causa dell'insuccesso di Langley viene identificata con il suo ingenuo tentativo di replicare i successi degli Aerodrome 5 e 6 con il semplice fatto di pantografare le due aerodine fino a dimensioni significativamente maggiori di quelle originarie senza tener conto, ad esempio, dell'aumento esponenziale della resistenza aerodinamica che un tale accrescimento delle dimensioni implicava. Il Great Aerodrome risultava inoltre poco robusto rispetto alla sua mole e complessità.

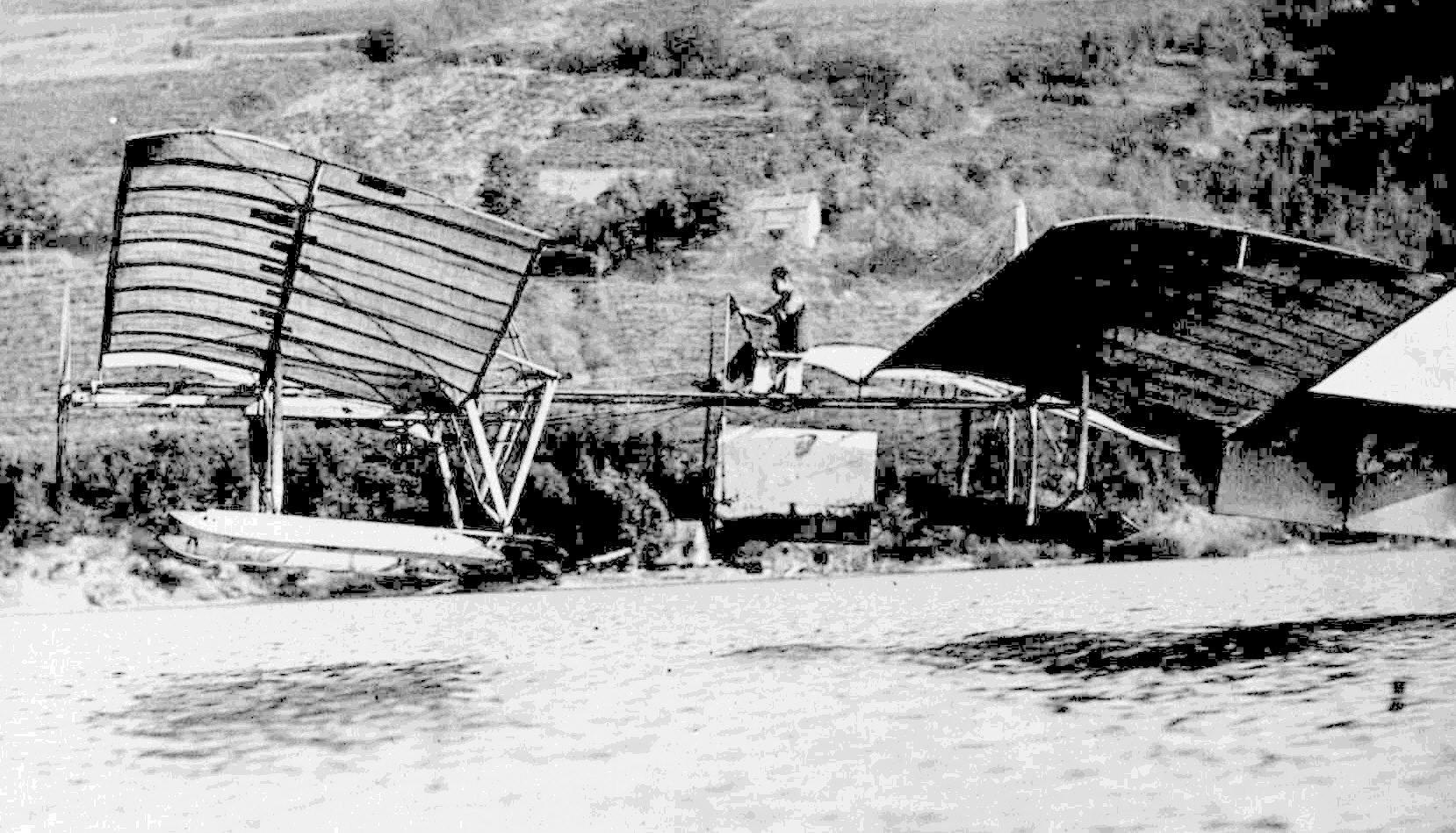
Il Great Aerodrome, pesantemente modificato da Glenn Curtiss per conto della Smithsonian Institution (si notano i galleggianti aggiunti in modo da trasformare l'aeromobile in un idrovolante), in volo nel 1914.

### Il volo di Curtiss
Nel 1910 Charles Walcott, divenuto nel frattempo segretario della Smithsonian Institution, decise di tentare di convincere l'opinione pubblica che Langley era stato il primo a realizzare una macchina più pesante dell'aria capace di alzarsi in volo con successo, sminuendo nel contempo l'originalità e l'importanza del lavoro dei Wright. Egli rifiutò la proposta dei due fratelli di far esporre il loro Flyer nei locali della Smithsonian, e progettò al contrario di accostare un loro velivolo più recente ad alcune testimonianze materiali del lavoro aeronautico di Langley in modo da trasmettere l'idea che quest'ultimo avesse influenzato i Wright. Nel 1914, poi, la Smithsonian entrò in contatto con Glenn Curtiss, un altro pioniere dell'aviazione statunitense il quale, fino a pochi mesi prima, aveva combattuto una dura battaglia legale con i Wright a proposito della paternità dell'invenzione dell'alettone; a costui fu proposto di ricostruire, modificandolo quanto necessario, il Great Aerodrome e di portarlo in volo. Curtiss, interessato quanto la Smithsonian a mettere in ombra i successi dei Wright, accettò l'incarico e tra le due parti fu firmato un contratto del valore di 2000 $.
Curtiss installò sul Great Aerodrome un motore diverso, lo trasformò in un idrovolante dotandolo di galleggianti per decollare autonomamente da uno specchio d'acqua, e nello stesso anno 1914 riuscì a portare in volo una macchina che, però, aveva ormai poco in comune con quella che era stata collaudata ai comandi di Manly più di un decennio prima. L'aereo fu quindi riportato al suo aspetto originale ed esposto presso la Smithsonian, che ora lo qualificava come la prima macchina più pesante dell'aria ad aver portato in volo un uomo.

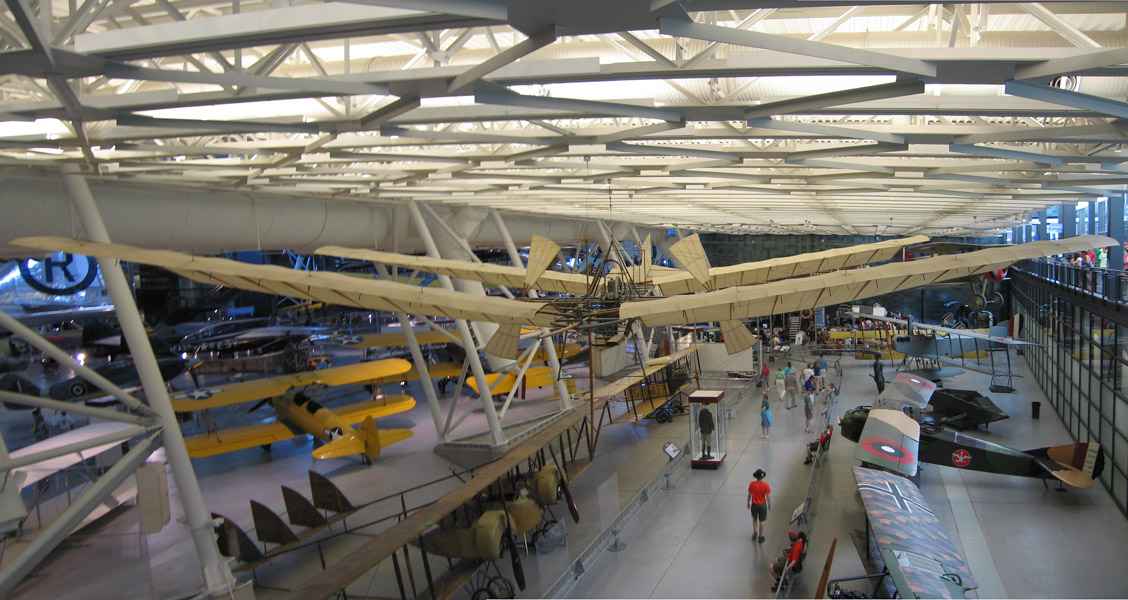
Il Great Aerodrome esposto nel padiglione dedicato all'aviazione prima degli anni venti dello Steven F. Udvar-Hazy Center dello Smithsonian National Air and Space Museum, a Chantilly, Virginia.

Nel 1942, infine, nel suo rapporto annuale la Smithsonian Institution pubblicò un articolo in cui tornava sulle sue posizioni circa i voli di Curtiss a bordo del Great Aerodrome, ritirava la tesi del primato di Langley e riconosceva una volta per tutte i meriti dei Wright.

## Esemplari attualmente esistenti
Il Great Aerodrome originale è attualmente esposto presso lo Steven F. Udvar-Hazy Center dello Smithsonian National Air and Space Museum, a Chantilly, Virginia.